# J·J·百德新
約翰·約翰斯敦·百德新，JP（英語：John Johnstone Paterson；1886年10月29日—1971年1月29日），英國及香港企業家。

## 生平
百德新的家族與怡和洋行關係密切，他的父親威廉·百德新（William Paterson）也曾在1875年至1887年擔任怡和洋行合夥人，位於銅鑼灣的百德新街即以百德新家族命名。
百德新生於蘇格蘭鄧弗里斯，早年受教於威爾特郡馬爾博羅書院，曾參與第一次世界大戰，後來港發展，除了擔任怡和洋行大班，也曾任香港上海匯豐銀行主席和印華輪船公司主席等職。1921年至1945年任怡和洋行大班，二戰前任香港行政立法兩局非官守議員。
百德新在1930年5月9日受任為非官守太平紳士，1930年6月至1941年12月任立法局非官守議員，1936年4月至1946年4月任行政局非官守議員。百德新曾參與香港保衛戰，擔任香港本地民兵曉士兵團的指揮官，負責守備北角發電廠。他在1941年12月19日被日軍所俘，在香港淪陷後遭囚於赤柱拘留營。1945年香港重光後始獲釋放，並與另一怡和大班D·L·紐璧堅設法重整香港業務。香港在1946年恢復文治政府後不久，百德新即從香港退休，並與美國籍妻子移居肯雅。
1971年於內羅畢逝世，終年84歲。